# Ștefan Gladin
Ștefan Daniel Gladin (n. 30 septembrie 1952 – d. 6 iulie 2016) a fost un operator de film.
A studiat la Universitatea Națională de Artă Teatrală și Cinematografică Ion Luca Caragiale, a absolvit în 1979 la Secția de Imagine de film și televiziune.
A lucrat, de atunci, la Studioul Cinematografic „Alex. Sahia”. În anul 1992, când filmul documentar în România era muribund, a fost nevoit să se transfere la TVR. Este autorul imaginii a peste 200 de filme documentare și a realizat, ca autor independent, mai multe producții, printre care primul film documentar de lung metraj Ziua cea mai scurtă, apărut pe ecrane după decembrie `89, a filmului eseu Să facem totul, care a colectat mai multe premii interne și internaționale. A fost căsătorit și are patru copii, doi băieți și două fete. A fost membru al Uniunii Cineaștilor și n-a făcut niciodată parte dintr-un partid politic.